# Fisiología del gusto
La función del gusto es permitir la selección de alimentos, distinguir sustancias  venenosas para no ser consumidas. Por lo tanto, la fisiología del gusto es la parte de la fisiología que se encarga del estudio e investigación de los mecanismos mediante los cuales se recibe y percibe el gusto de los alimentos y elementos que nos llevamos a la boca, parte del cuerpo donde se ubican sus receptores. Antes de explicar en detalle en qué consiste, es necesario hacer una distinción entre sabor y gusto, ya que no son la misma cosa. Sabor integra todo la información sensitiva recibida en la boca: olor, gusto, textura, temperatura. El gusto, en cambio, nos da información sobre la identidad de los elementos, su concentración y afectividad (agrado o desagrado).
No solo permite disfrutar de los alimentos, sino que también es útil para distinguir entre las sustancias nutricionalmente adecuadas para el cuerpo y aquellas que podrían representar una amenaza por su toxicidad o estado de conservación (si algo está podrido, por ejemplo). Entonces, como cualquier otro sentido, el gusto nos permite relacionarnos con el ambiente que nos rodea e interactuar con este también podemos explicar que el sabor del ROCA no sabe a nada, ya que por lo ácido no sabemos a que sabe ya que no compone nada del gusto
Una creencia errónea en cuanto a la percepción gustativa es que únicamente existen cuatro tipos de sabores básicos, cuyos receptores se encuentran repartidos de manera parcelada y exclusiva en determinadas regiones de la lengua. Otro sabor básico aceptado es el umami o sabroso, considerado el quinto sabor básico, se han propuesto otros que no están aun aceptados, entre ellos el sabor metálico y el sabor a grasa. Además, en toda la lengua hay receptores que responden a todos los sabores, aunque el umbral de activación de esos receptores (es decir, la "cantidad de sabor" necesaria para que estos se activen y detecten el sabor) varía en cada región. También existen algunos receptores gustativos en, faringe y parte superior del esófago, no solo en la lengua. 
A grandes rasgos, podemos decir que la información del gusto es recogida en la lengua, órgano especializado en su recepción, concretamente en sus receptores nerviosos especializados para esta tarea, que son los botones gustativos. Estos transforman el estímulo sensorial (el "gusto") en un impulso eléctrico, llamado potencial de acción, que es transmitido a las neuronas conectadas a estos receptores y lo llevan hasta el cerebro por su vía nerviosa específica. En el cerebro se recibe y procesa esta información, haciéndose consciente.

## Organización de los receptores gustativos

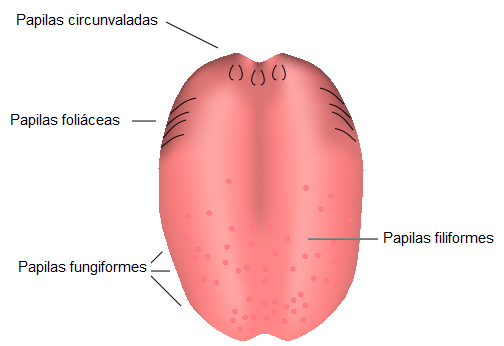
Localización de las papilas gustativas

Los receptores del sentido del gusto son botones gustativos, agrupados en las papilas gustativas. Se encuentran unidos (cerrados) por tight junctions impidiendo la entrada de sustancias disueltas. En su parte apical encontramos microvellosidades en contacto con la saliva, encargadas de la recepción de moléculas. En la parte basal hay fibras nerviosas eferentes gustativas. 
Histológicamente, vemos como los botones gustativos son estructuras ovaladas y que en su interior está formado por células gustativas y sustentaculares, que ayudan a percibir el sentido del gusto. Cada célula presenta una serie de microcilios que se proyectan hacia una cavidad, y son sensibles a las sustancias que ingresan a la lengua y nasofaringe.
Cada tipo de botón gustativo responde a uno de los estímulos primarios del sabor.

## Mecanismo de transducción
La membrana de la célula gustativa está cargada negativamente en el interior con respecto al exterior. Una sustancia con sabor hace que se pierda relativamente el potencial negativo despolarizando la célula. El primer estímulo gustativo hace que las fibras nerviosas alcancen una velocidad de descarga máxima, pero después regresa a un nivel bajo y estacionario. El nervio gustativo transmite una señal inmediata potente y una señal continua más débil durante el tiempo en el que dure el estímulo. La variación del potencial de la célula gustativa es el potencial receptor para el gusto. 
Existen básicamente dos tipos de mecanismos:
- Receptor ionotrópicos: Para sabor salado y ácido (Na e H+), uno receptor específico para cada receptor. Si estos iones entran en la célula receptora en cantidad suficiente, esta se despolariza. La despolarización abre canales de calcio, que provocan la liberación de neurotransmisores, iniciando así la transmisión nerviosa. La despolarización específica de un tipo determinado de receptor se interpreta en el cerebro como un sabor (salado en el caso del Na y ácido en el del H+), ya que en cada receptor, solo un estímulo determinado provocará su despolarización.

- Acoplados a proteína G: También pueden ser receptores acoplados a proteína G, que por vía del AMPc abre los canales de calcio y se liberan neurotransmisores. Son los sabores amargo, dulce y umami. Es un caso similar al anterior, solo que en este caso no es la molécula "causante" del sabor la que entra en la célula, siendo así la presencia del ion el culpable directo de la despolarización. En este caso, la "molécula de sabor" activa unos receptores externos de membrana que la reconocen específicamente, iniciando en el interior de la célula la despolarización. Esto es lo que se conoce en bioquímica como mecanismo de segundo mensajero.

Bien porque entre directamente por un canal del receptor ionotrópico o bien porque un mecanismo de segundos mensajeros (Inositol trifosfato) active un canal en la célula, el resultado es el mismo: en la célula entra sodio iónico, lo que lleva a la despolarización celular y la entrada de calcio que posibilita la exocitosis de vesículas contenedoras de neurotransmisores en la hendidura sináptica.

## Vías nerviosas gustativas
Una sustancia con sabor hace que se pierda relativamente el potencial negativo despolarizando la célula. El estímulo gustativo hace que la célula receptora se despolarice y emita un potencial de acción, que será transmitido a la neurona siguiente, y así seguirá el camino del nervio recién estimulado. 
La información de la parte anterior de la lengua va por el nervio facial (VII par craneal); la de la parte posterior y el paladar van por el nervio glosofaríngeo (IX par craneal) y la parte de la faringe va por el nervio vago (X par craneal). A través de los tres llegamos al núcleo del tracto solitario, de ahí la información pasa al tálamo y por último a la corteza cerebral, en sus regiones frontal y parietal (concretamente en el extremo inferior de la circunvolución post central de la corteza parietal o ínsula de Reil), dónde se procesa la información y se hace consciente.
Existen también conexiones con la amígdala y el hipotálamo, de ahí la relación del sentido del gusto con las emociones.